# Cascade, Idaho
Cascade är administrativ huvudort i Valley County i Idaho. Cascade hade 939 invånare enligt 2010 års folkräkning.